# Raghu Raj Onta
Raghu Raj Onta (ur. 16 sierpnia 1952) – nepalski lekkoatleta (sprinter), olimpijczyk.
Brał udział w Letnich Igrzyskach Olimpijskich 1980 w Moskwie. Wystąpił w eliminacyjnym biegu na 100 metrów, w którym zajął ostatnie 7. miejsce (z czasem 11,61 s). Gorsze czasy w eliminacjach mieli jedynie Soutsakhone Somninhom z Laosu i José Luis Elias z Peru.
Rekord życiowy w biegu na 100 metrów – 11,0 s (1980).